# レバノンの首相
レバノンの首相（レバノンのしゅしょう）は、レバノンの政府の長たる首相である。正式名称は閣僚評議会議長。慣習としてスンナ派の議員から選出される。

## フランス領レバノン（1926年-1943年）
| 代   | 名前                       | 就任日         | 退任日         | 備考  |
| ---- | -------------------------- | -------------- | -------------- | ----- |
| 1    | en:Auguste Adib Pacha      | 1926年5月31日  | 1927年5月5日   | 1回目 |
| 2    | ビシャーラ・アル＝フーリー | 1927年5月5日   | 1928年8月10日  | 1回目 |
| 3    | en:Habib Pacha Es-Saad     | 1928年8月10日  | 1929年5月9日   |       |
| 4    | ビシャーラ・アル＝フーリー | 1929年5月9日   | 1929年10月11日 | 2回目 |
| 5    | エミール・エッデ           | 1929年10月11日 | 1930年3月25日  |       |
| 6    | en:Auguste Adib Pacha      | 1930年3月25日  | 1932年3月9日   | 2回目 |
| 7    | シャルル・ダッバス         | 1932年3月9日   | 1934年1月29日  |       |
| 代行 | en:Abdullah Bayhum         | 1934年1月29日  | 1936年1月30日  | 1回目 |
| 代行 | en:Ayoub Tabet             | 1936年1月30日  | 1937年1月5日   |       |
| 8    | en:Khayreddin al-Ahdab     | 1937年1月5日   | 1938年3月18日  |       |
| 9    | en:Khaled Chehab           | 1938年3月18日  | 1938年10月24日 |       |
| 10   | en:Abdallah El-Yafi        | 1938年10月24日 | 1939年9月21日  |       |
| 11   | en:Abdullah Bayhum         | 1939年9月21日  | 1941年4月4日   | 2回目 |
| 12   | en:Alfred Georges Naqqache | 1941年4月7日   | 1941年11月26日 |       |
| 13   | en:Ahmed Daouk             | 1941年12月1日  | 1942年7月26日  |       |
| 14   | en:Sami as-Solh            | 1942年7月26日  | 1943年3月22日  |       |
| 代行 | en:Ayoub Tabet             | 1943年3月22日  | 1943年7月21日  |       |
| 15   | en:Petro Trad              | 1943年8月1日   | 1943年9月25日  |       |

## レバノン共和国（1943年 -）
| 代   | 名前                                 | 就任日         | 退任日         | 備考                     |
| 16   | リヤード・アッ＝スルフ               | 1943年9月25日  | 1945年1月10日  | 1回目                    |
| 17   | アブドルハミード・カラーミー         | 1945年1月10日  | 1945年8月20日  |                          |
| 18   | サーミー・アッ＝スルフ               | 1945年8月23日  | 1946年5月22日  | 2回目                    |
| 19   | サアディー・アル＝ムンラー           | 1946年5月22日  | 1946年12月14日 |                          |
| 20   | リヤード・アッ＝スルフ               | 1946年12月14日 | 1951年2月14日  | 3回目                    |
| 21   | フセイン・アル＝オウェイニー         | 1951年2月14日  | 1951年4月7日   |                          |
| 22   | アブドッラー・アル＝ヤーフィー       | 1951年4月7日   | 1952年2月11日  | 2回目                    |
| 23   | サーミー・アッ＝スルフ               | 1952年2月11日  | 1952年9月9日   | 3回目                    |
| 24   | ナーズィム・アル＝アカーリー         | 1952年9月10日  | 1952年9月14日  |                          |
| 25   | サーイブ・サラーム                   | 1952年9月14日  | 1952年9月18日  |                          |
| 26   | アブドッラー・アル＝ヤーフィー       | 1952年9月24日  | 1952年9月30日  | 3回目                    |
| 27   | ハーリド・シハーブ                   | 1952年10月1日  | 1953年5月1日   | 2回目                    |
| 28   | サーイブ・サラーム                   | 1953年5月1日   | 1953年8月16日  | 2回目                    |
| 29   | アブドッラー・アル＝ヤーフィー       | 1953年8月16日  | 1954年9月16日  | 4回目                    |
| 30   | サーミー・アッ＝スルフ               | 1954年9月16日  | 1955年9月19日  | 4回目                    |
| 31   | ラシード・カラーミー                 | 1955年9月19日  | 1956年3月20日  |                          |
| 32   | アブドッラー・アル＝ヤーフィー       | 1956年3月20日  | 1956年11月18日 | 5回目                    |
| 33   | サーミー・アッ＝スルフ               | 1956年11月18日 | 1958年9月20日  | 5回目                    |
| 代行 | ハリール・アル＝ヒブリー             | 1958年9月20日  | 1958年9月24日  |                          |
| 34   | ラシード・カラーミー                 | 1958年9月24日  | 1960年5月14日  | 2回目                    |
| 35   | アフマド・アッ＝ダーウーク           | 1960年5月14日  | 1960年8月1日   | 2回目                    |
| 36   | サーイブ・サラーム                   | 1960年8月2日   | 1961年10月31日 | 3回目                    |
| 37   | ラシード・カラーミー                 | 1961年10月31日 | 1964年2月20日  | 3回目                    |
| 38   | フセイン・アル＝オウェイニー         | 1964年2月20日  | 1965年7月25日  | 2回目                    |
| 39   | ラシード・カラーミー                 | 1965年7月25日  | 1966年4月9日   | 4回目                    |
| 40   | アブドッラー・アル＝ヤーフィー       | 1966年4月9日   | 1966年12月2日  | 6回目                    |
| 41   | ラシード・カラーミー                 | 1966年12月7日  | 1968年2月8日   | 5回目                    |
| 42   | アブドッラー・アル＝ヤーフィー       | 1968年2月8日   | 1969年1月15日  | 7回目                    |
| 43   | ラシード・カラーミー                 | 1969年1月15日  | 1970年10月13日 | 6回目                    |
| 44   | サーイブ・サラーム                   | 1970年10月13日 | 1973年4月25日  | 4回目                    |
| 45   | アミーン・アル＝ハーフィズ           | 1973年4月25日  | 1973年6月21日  |                          |
| 46   | タキーッディーン・アッ＝スルフ       | 1973年6月21日  | 1974年10月31日 |                          |
| 47   | ラシード・アッ＝スルフ               | 1974年10月31日 | 1975年5月24日  |                          |
| 48   | ヌールッディーン・アッ＝リファーイー | 1975年5月24日  | 1975年6月30日  |                          |
| 49   | ラシード・カラーミー                 | 1975年7月1日   | 1976年12月8日  | 7回目                    |
| 50   | サリーム・アル＝フス                 | 1976年12月8日  | 1980年7月20日  |                          |
| 51   | タキーッディーン・アッ＝スルフ       | 1980年7月20日  | 1980年10月25日 | 2回目                    |
| 52   | シャフィーク・アル＝ワッザーン       | 1980年10月25日 | 1984年4月30日  |                          |
| 53   | ラシード・カラーミー                 | 1984年4月30日  | 1987年6月1日   | 8回目                    |
| 54   | サリーム・アル＝フス                 | 1987年6月2日   | 1990年10月14日 | 2回目                    |
|      | ミシェル・アウン                     | 1988年9月22日  | 1990年10月13日 | キリスト教徒側の対抗内閣 |
| 55   | サリーム・アル＝フス                 | 1990年10月14日 | 1990年12月24日 | 3回目                    |
| 56   | ウマル・カラーミー                   | 1990年12月24日 | 1992年5月13日  |                          |
| 57   | ラシード・アッ＝スルフ               | 1992年5月13日  | 1992年10月31日 | 2回目                    |
| 58   | ラフィーク・ハリーリー               | 1992年10月31日 | 1998年12月2日  |                          |
| 59   | サリーム・アル＝フス                 | 1998年12月2日  | 2000年10月23日 | 4回目                    |
| 60   | ラフィーク・ハリーリー               | 2000年10月23日 | 2004年10月21日 | 2回目                    |
| 61   | ウマル・カラーミー                   | 2004年10月21日 | 2005年4月15日  | 2回目                    |
| 62   | ナジーブ・ミーカーティー             | 2005年4月15日  | 2005年6月30日  |                          |
| 63   | フアード・シニオラ                   | 2005年6月30日  | 2009年11月9日  |                          |
| 64   | サード・ハリーリー                   | 2009年11月9日  | 2011年6月13日  |                          |
| 65   | ナジーブ・ミーカーティー             | 2011年6月13日  | 2014年2月15日  | 2回目                    |
| 66   | タンマーム・サラーム                 | 2014年2月15日  | 2016年12月18日 |                          |
| 67   | サード・ハリーリー                   | 2016年12月18日 | 2020年1月21日  | 2回目                    |
| 68   | ハッサーン・ディヤーブ               | 2020年1月21日  | 2021年9月10日  |                          |
| 69   | ナジーブ・ミーカーティー             | 2021年9月10日  | 2025年2月8日   | 3回目                    |
| 70   | ナウワーフ・サラーム                 | 2025年2月8日   | （現職）       |                          |